# Otto Droge
Otto Droge (* 7. September 1885 in Guben; † 25. Februar 1970 in Leipzig) war ein deutscher Architekt.

## Leben
Droge studierte an der Technischen Hochschule Braunschweig und der Technischen Hochschule Hannover, beendete seine Ausbildung jedoch ohne einen regulären Abschluss. Seit spätestens 1912 war er in Leipzig ansässig, von 1919 bis 1951 war er dort als freier Architekt tätig. Einige öffentlichen Bauten Droges aus den 1920er Jahren sind erhalten bzw. restauriert/rekonstruiert.

## Werk (unvollständig)
- 1919–1920: Concentra-Haus (ursprünglich Messehaus der Concentra, ein 1917 gegründetes Vertriebsunternehmen der Nürnberger Bing-Werke) in Leipzig, Petersstraße 26 / Ecke Sporergäßchen
- 1923–1925: Verwaltungsgebäude für die Allgemeine Ortskrankenkasse Leipzig, Willmar-Schwabe-Straße 2–4
- 1924: Eingangszone des Untergrundmessehauses am Markt in Leipzig (aus Rochlitzer Porphyr)
- veröffentlicht 1926: Entwurf für eine Fabrikanlage der Firma Anton Jacob (Standort ungenannt)
- veröffentlicht 1926: Entwurf „Jagdschloss K. für Herrn Hofrat W.“
- veröffentlicht 1926: städtebaulicher Wettbewerbs-Entwurf für die Bebauung des Bismarckplatzes in Innsbruck (preisgekrönt)
- 1928–1929: Buchdruckerlehranstalt in Leipzig, Gutenbergplatz 8 (heute „Gutenbergschule“, Berufliches Schulzentrum der Stadt Leipzig)[1]
- 1932: Zweifamilienwohnhaus für den Fabrikanten Ernst Graichen in Leipzig, Kantstraße 3
- 1938: Umbauten für die Köllmann-Werke AG in Leipzig-Sellerhausen, Torgauer Straße 80

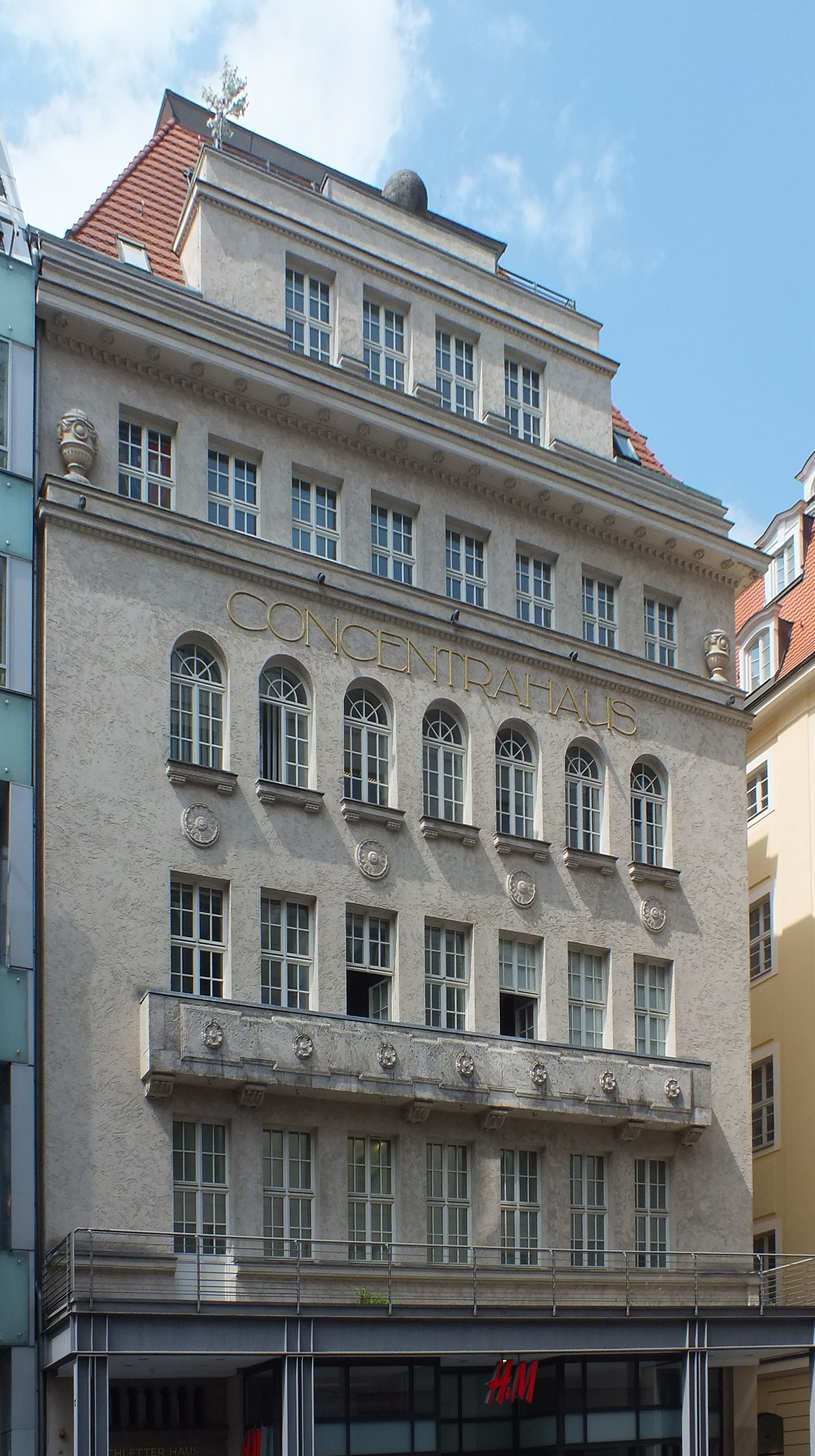
Concentrahaus
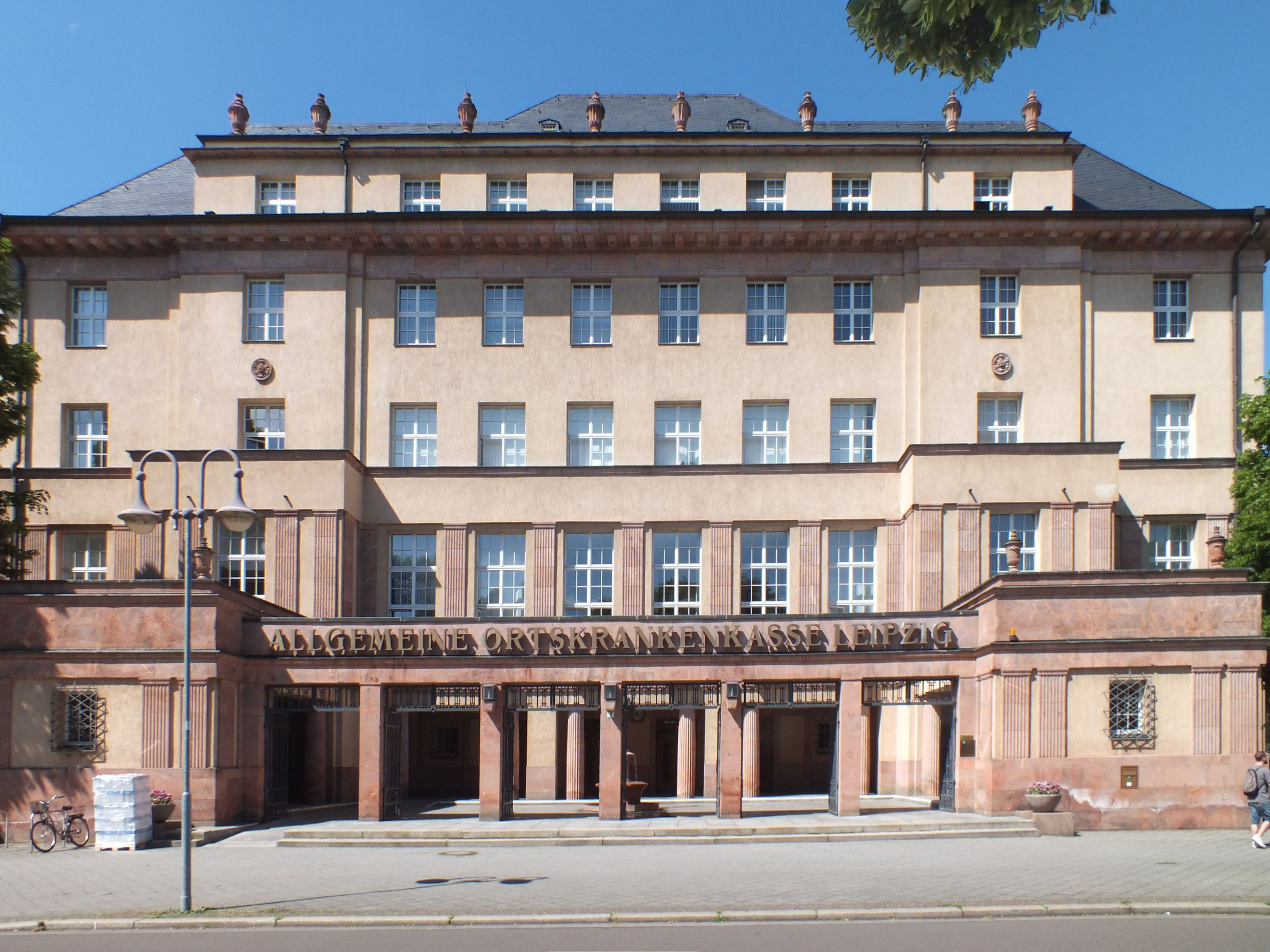
Verwaltungsgebäude für die AOK
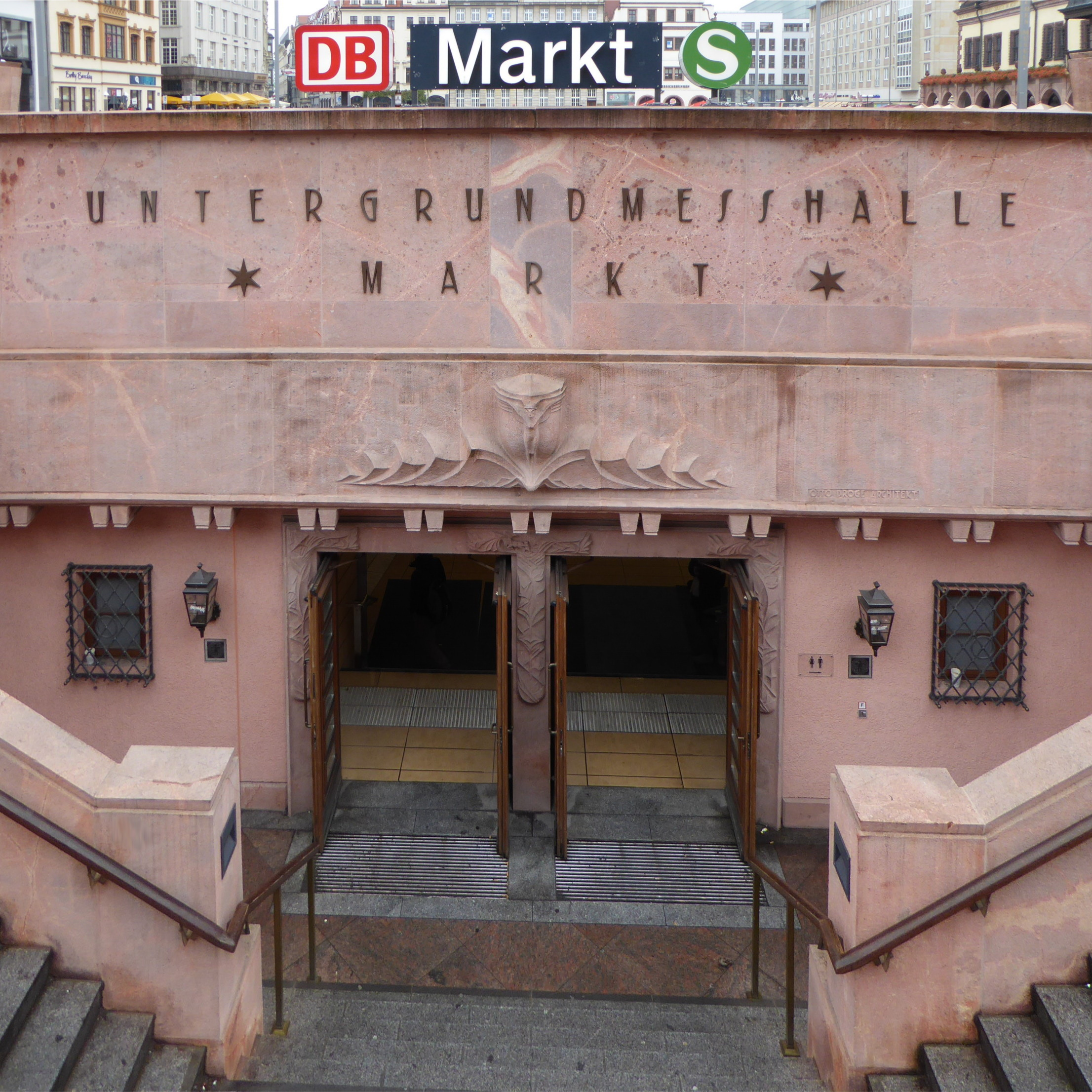
Eingangszone zum ehemaligen Untergrundmessehaus
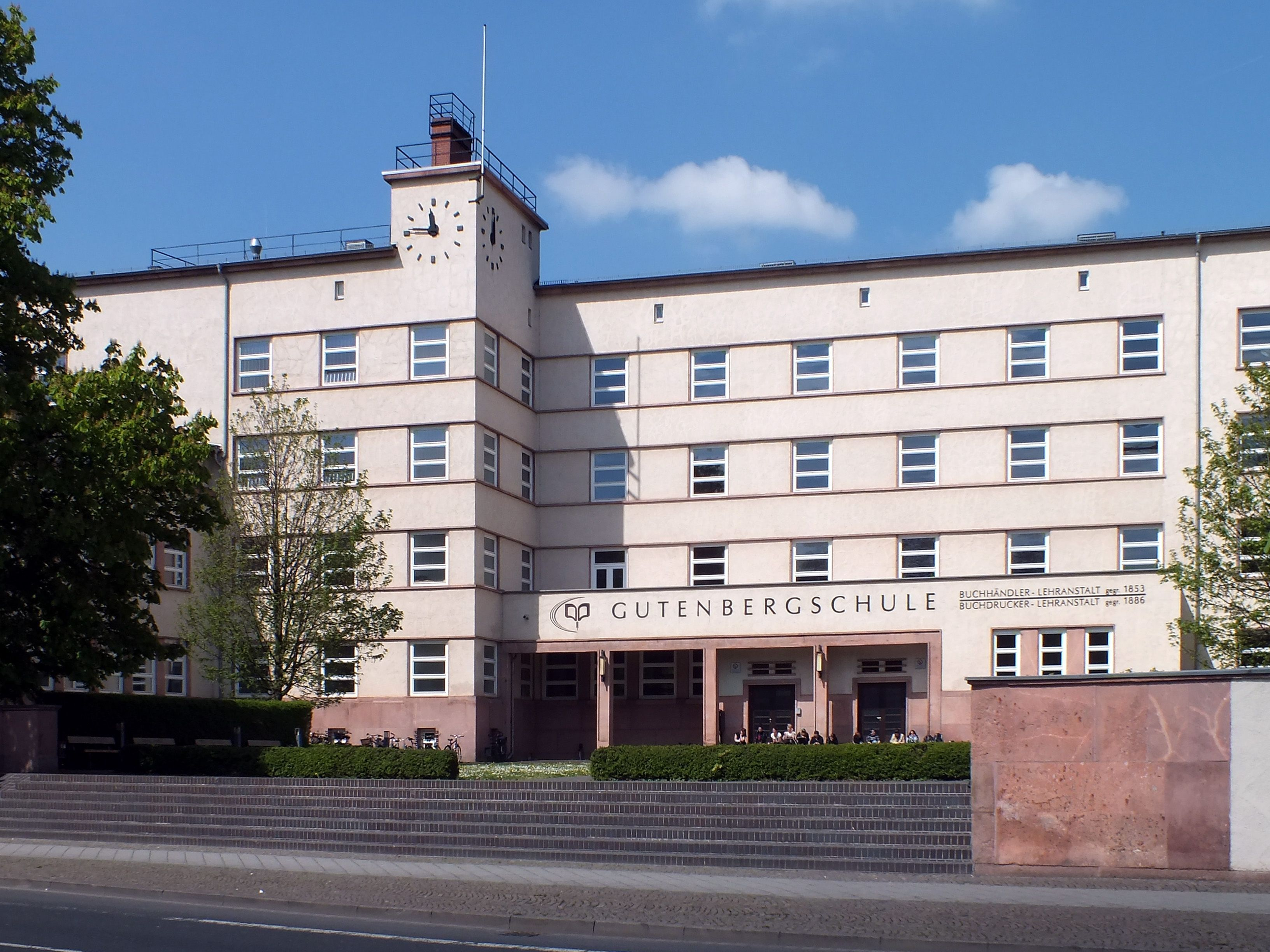
Gutenbergschule
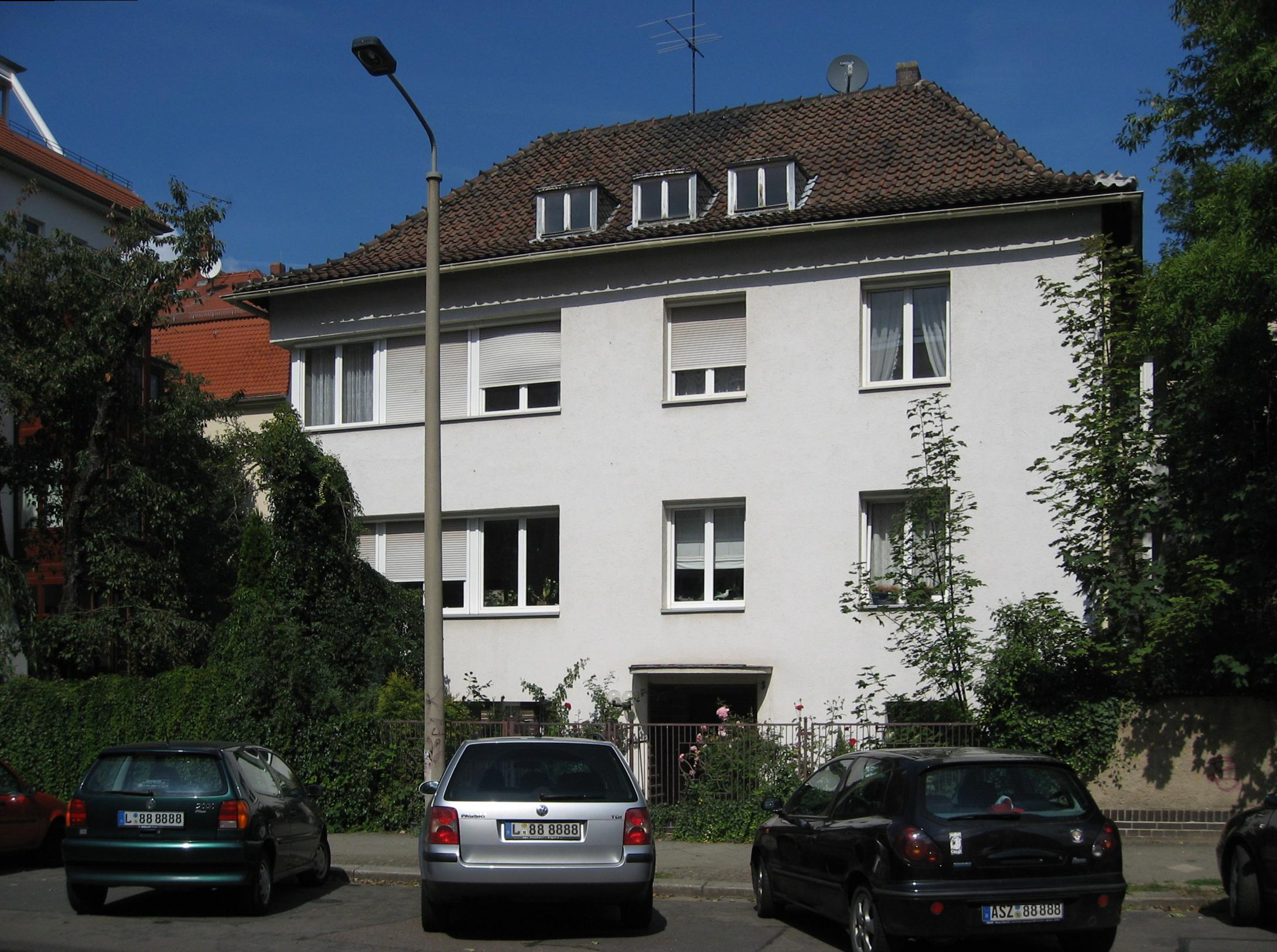
Wohnhaus Ernst Graichen